# Pomnik Rzezi Wołyńskiej w Warszawie
Pomnik Rzezi Wołyńskiej – monument znajdujący się na skwerze Wołyńskim w Warszawie.

## Opis
Został odsłonięty 11 lipca 2013 w 70. rocznicę rzezi wołyńskiej. Autorem pomnika jest Marek Moderau.
Dominującym elementem monumentu jest siedmiometrowy krzyż z figurą Jezusa Chrystusa bez rąk. Pomnik liczy 160 metrów kwadratowych. Przed krzyżem znajduje się 18 tablic z nazwami miejscowości z siedmiu przedwojennych województw II Rzeczypospolitej: wołyńskiego, poleskiego, stanisławowskiego, tarnopolskiego, lwowskiego, oraz częściowo lubelskiego i krakowskiego. Na pomniku, na jednej z tablic umieszczono napis: W hołdzie obywatelom Polskim, ofiarom masowej zbrodni o znamionach ludobójstwa dokonanych przez OUN-UPA w latach 1942−1947 na terenach byłych siedmiu województw II Rzeczypospolitej. W sarkofagu u stóp krzyża będzie gromadzona ziemia z 2136 miejscowości, których nazwy widnieją na tablicach.

## Galeria

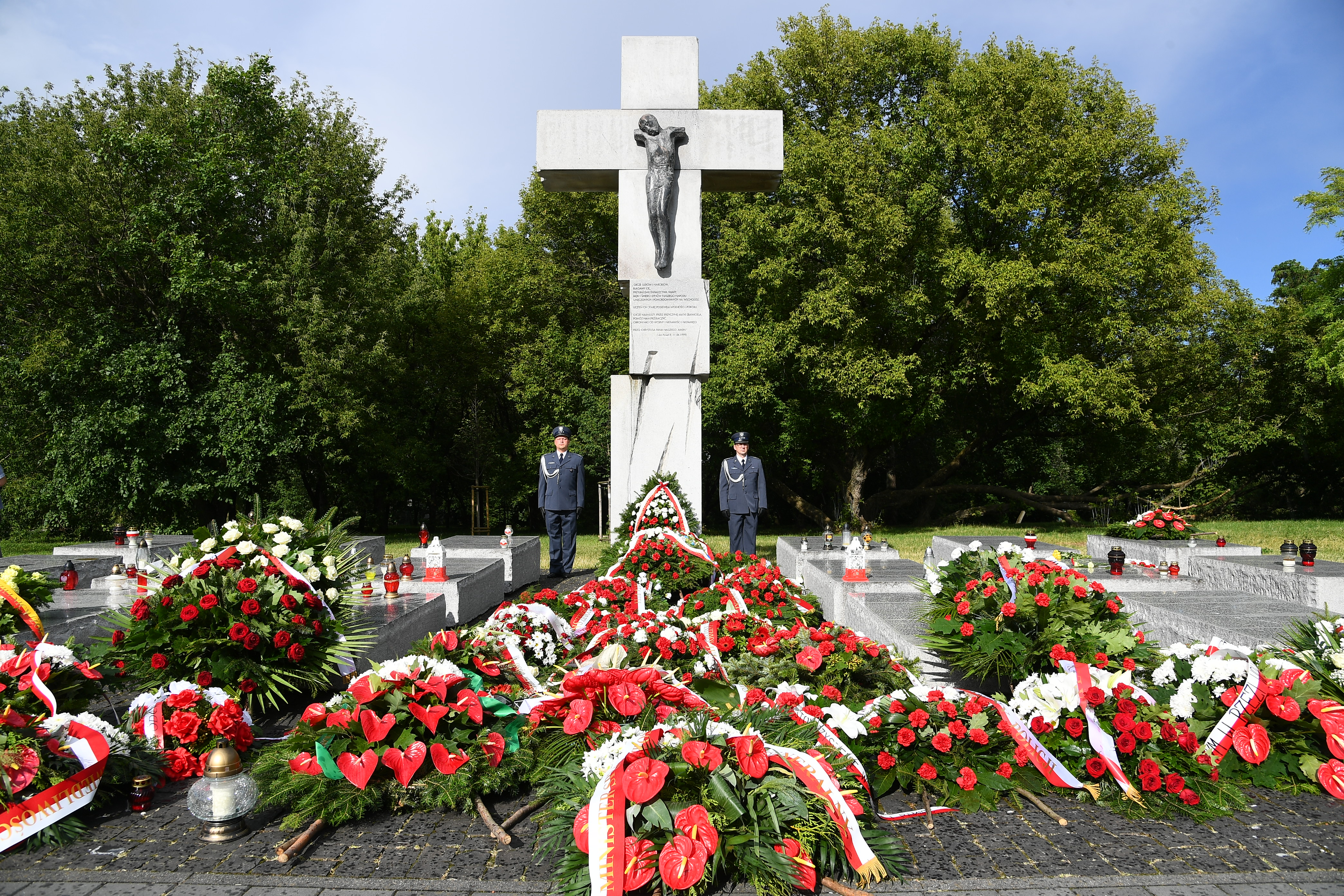
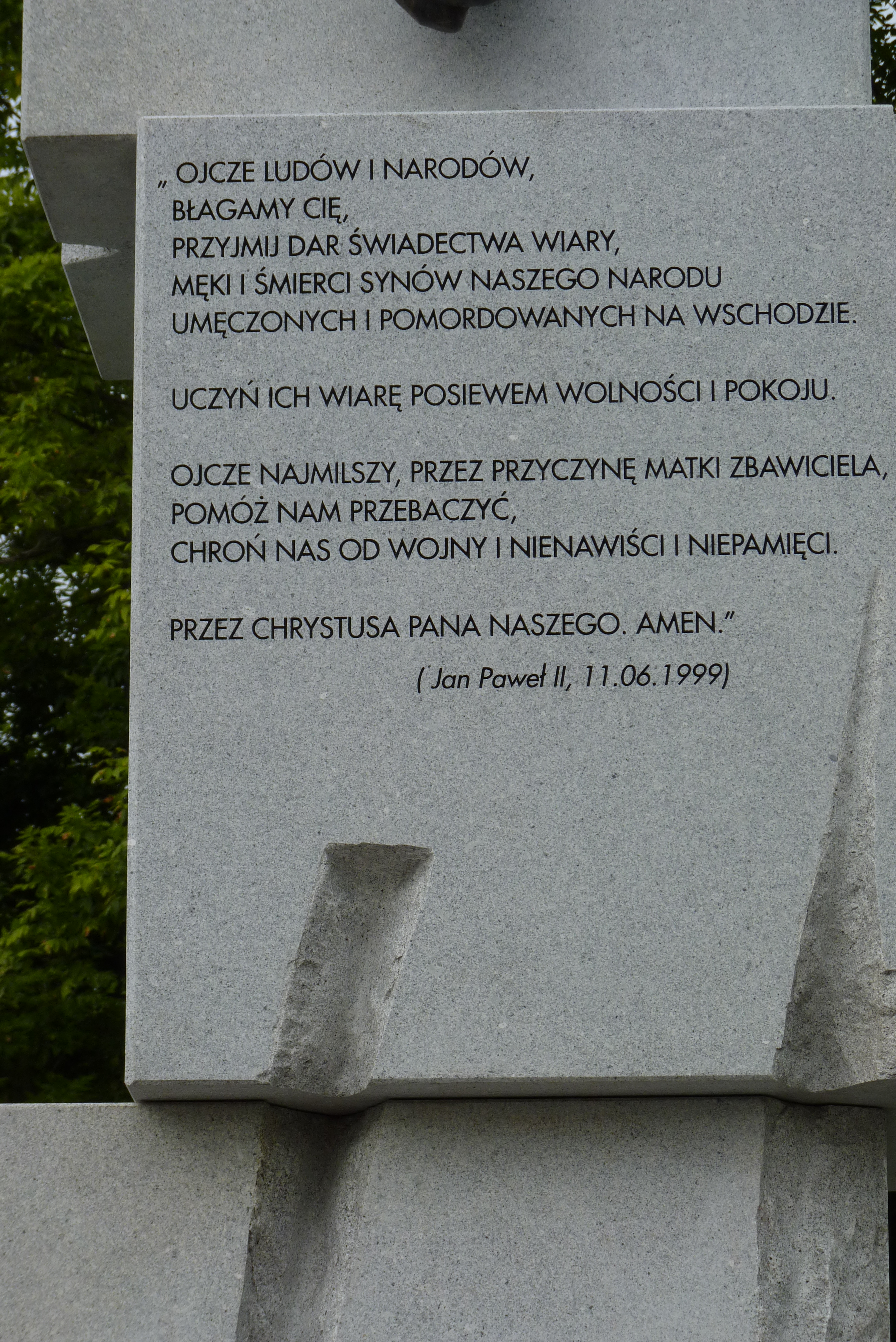
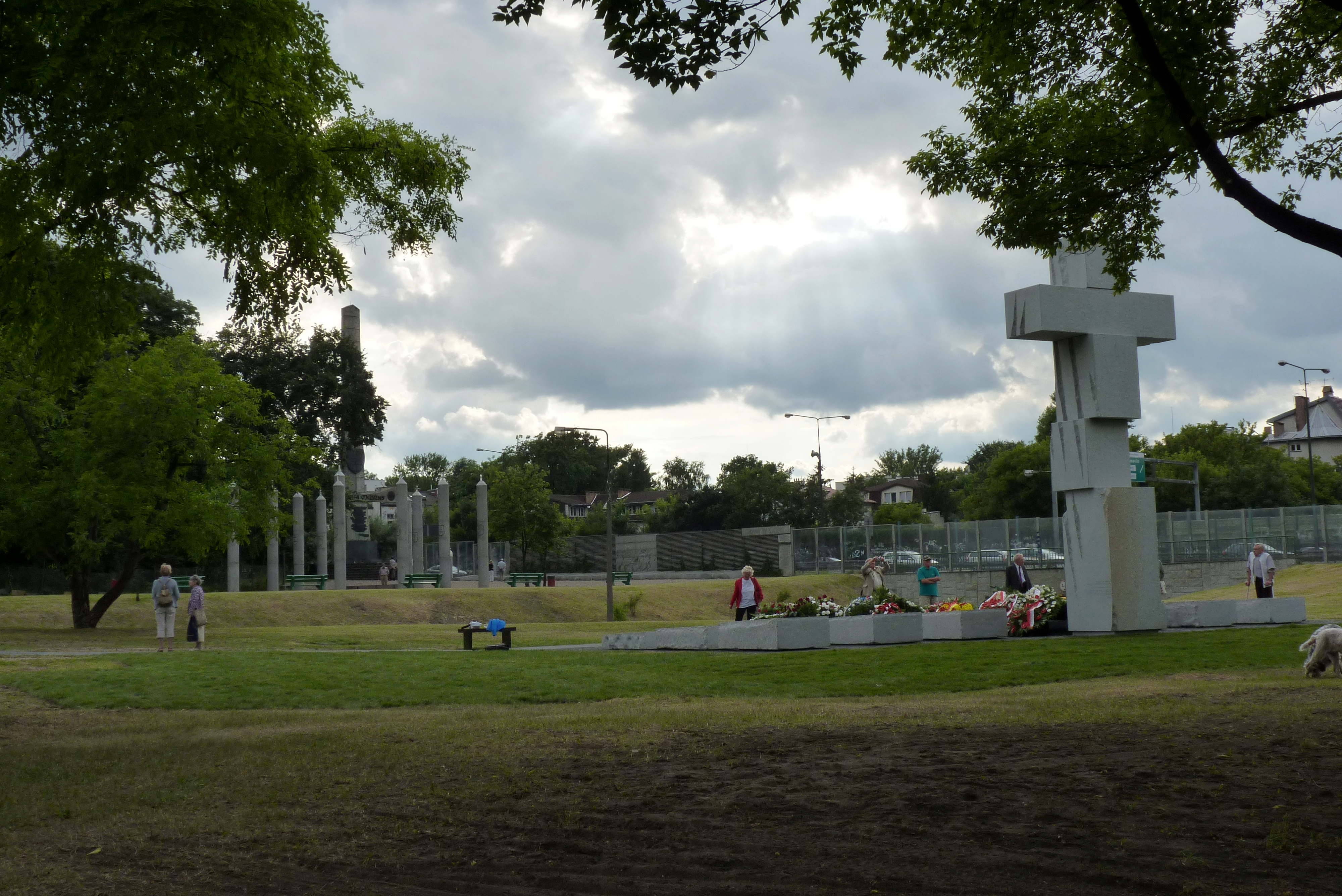
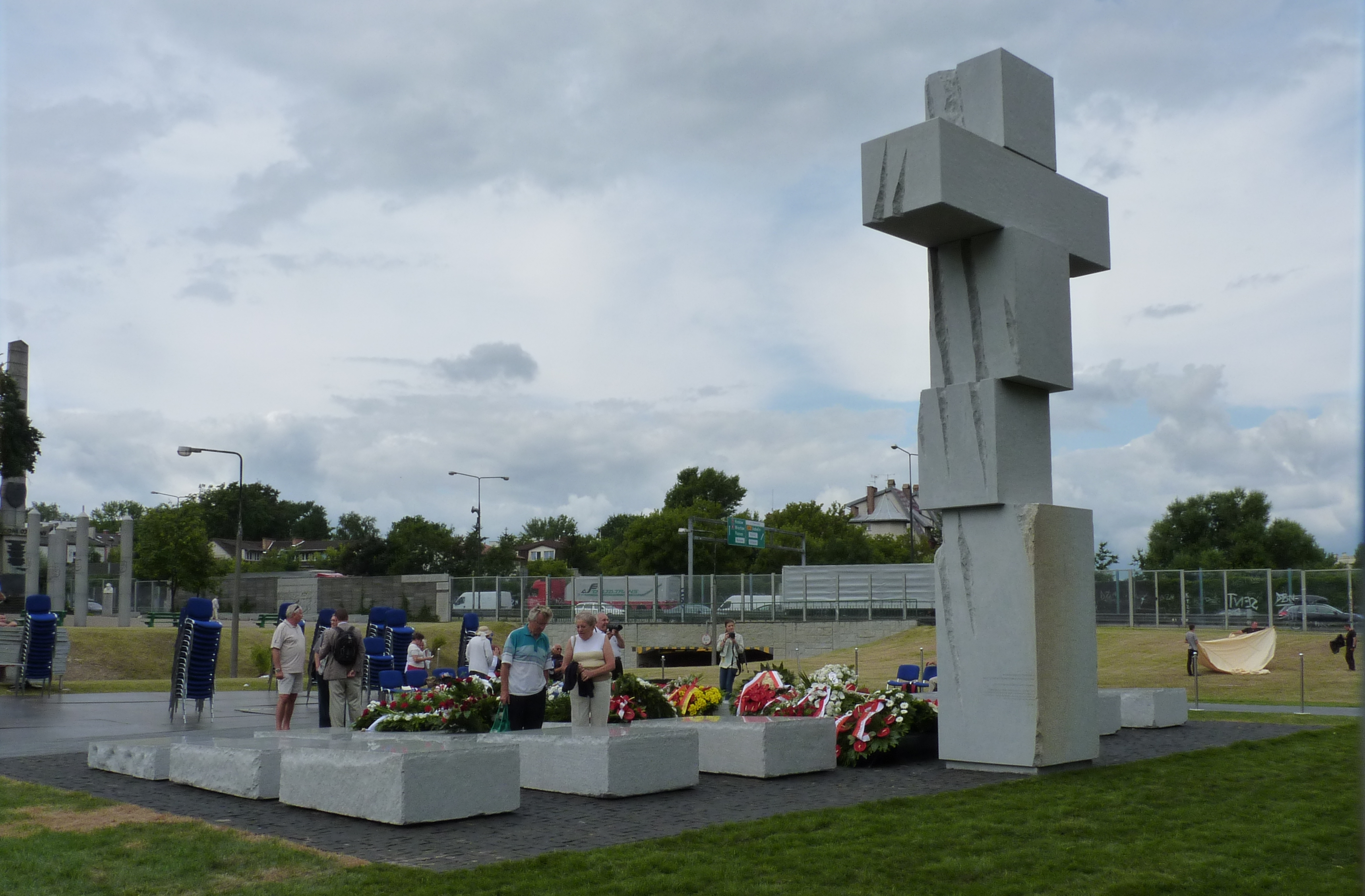